# Лажское сельское поселение
Лажское сельское поселение — упразднённое муниципальное образование в составе Лебяжского района Кировской области России.
Центр — село Лаж.

## История
Лажское сельское поселение образовано 1 января 2006 года согласно Закону Кировской области от 07.12.2004 № 284-ЗО.
Законом Кировской области от 28 апреля 2012 года № 141-ЗО в состав поселения включены все населённые пункты упразднённых Индыгойского, Изиморского и Кузнецовского сельских поселений.
К 2021 году упразднено в связи с преобразованием муниципального района в муниципальный округ.

## Население
В 2012 году население поселения по переписи 2010 года составляет 2156 чел.

## Состав
В поселение входят 27 населённых пунктов (население, 2010):
| - село Лаж — 621 чел.; - деревня Бурденки — 0 чел.; - деревня Вараксино — 0 чел.; - деревня Васичи — 114 чел.; - деревня Гаврюшата — 74 чел.; - деревня Зайчиково — 1 чел.; - деревня Изразирово — 0 чел.; - деревня Кокши — 0 чел.; - деревня Комлево — 89 чел.; | - деревня Мошкино — 14 чел.; - деревня Пессемерь — 0 чел.; - деревня Сауничи — 6 чел.; - деревня Чукша — 0 чел.; - деревня Индыгойка — 274 чел.; - деревня Большие Гари — 6 чел.; - деревня Кужнур — 1 чел.; - деревня Лазари — 55 чел.; - деревня Пироговы — 56 чел.; | - деревня Шайтаны — 98 чел.; - деревня Изиморка — 304 чел.; - деревня Палкино — 0 чел.; - деревня Якино — 37 чел.; - село Кузнецово — 303 чел.; - деревня Брод — 1 чел.; - деревня Верхняя Пузинерь — 52 чел.; - деревня Нижняя Пузинерь — 33 чел.; - деревня Шои — 17 чел. |